# Bruno Wollstädter
Bruno Wollstädter (* 14. Juli 1878 in Königsberg, Ostpreußen; † 17. Februar 1940 in Leipzig) war ein deutscher Bildhauer in Leipzig.

## Leben
Der Sohn des Bildhauers Wilhelm Wollstädter wurde künstlerisch von seinem Vater ausgebildet. 1905 begründeten beide eine gemeinsame Bildhauerwerkstatt im Leipziger Stadtteil Eutritzsch, die Wollstädter nach dem Tod seines Vaters weiterführte. In Zusammenarbeit mit führenden Architekten Leipzigs war die Werkstatt Wollstädter an der bauplastischen Ausgestaltung bedeutender öffentlicher und privater Gebäude inner- und außerhalb Leipzigs beteiligt. Darüber hinaus fertigte er zahlreiche Grabanlagen für das Leipziger Großbürgertum. Für seinen künstlerischen Entwurf einer Handschwengelpumpe (Typ „Vogelkäfig“) erhielt er in einem städtischen Wettbewerb den ersten Preis.
Wollstädter starb mit 61 Jahren an schwerem Diabetes und hinterließ drei Söhne und eine Tochter. Seine Urne wurde im Grab seiner Frau auf dem Neuen Johannisfriedhof bestattet.

## Werk (Auswahl)
Bauplastische Arbeiten
- 1900: Kongreßhalle Leipzig
- 1908: evangelisches Gemeindehaus „Lutherhaus“ in Plauen
- 1908: Messehaus Specks Hof in Leipzig
- 1909: Messehaus Handelshof in Leipzig
- 1909: Kapellenanlage mit Krematorium auf dem Südfriedhof in Leipzig
- 1909: Villa Rudolph Sack in Leipzig (Portal)
- 1909: Rathaus Zeitz
- 1910: evangelische Philippuskirche in Leipzig-Lindenau
- 1911: Büro- und Geschäftshaus „Königsbau“ in Leipzig
- 1911: Hotel Continental in Leipzig
- 1912: Stadttheater in Duisburg
- 1913: Zentralmessepalast in Leipzig
- 1913: Geschäftshaus König-Albert-Haus in Leipzig
- 1913: Russisch-orthodoxe St.-Alexi-Gedächtniskirche in Leipzig
- 1915: Leipziger Hauptbahnhof (Modelle für die Sandsteinfiguren der sächsischen Volkstypen in der Osthalle)
- 1915: Samuel-Heinicke-Schule Leipzig (heute: Sächsische Landesschule für Hörgeschädigte Leipzig, Förderzentrum Samuel Heinicke) (Wappen-Schlussstein und Kinderfiguren, Entwürfe von Hans Zeißig (1863–1944))
- 1916: Messehaus Stentzlers Hof in Leipzig
- 1929: Bulgarisches Nationaltheater in Sofia (zehn figürliche Reliefs im Zuschauerraum)
- Neue Börse in Leipzig (zwei Löwenskulpturen vor dem Gebäude)
- Kaserne in Zeitz (Kolossalfigur am Portal)

Grabmalanlagen

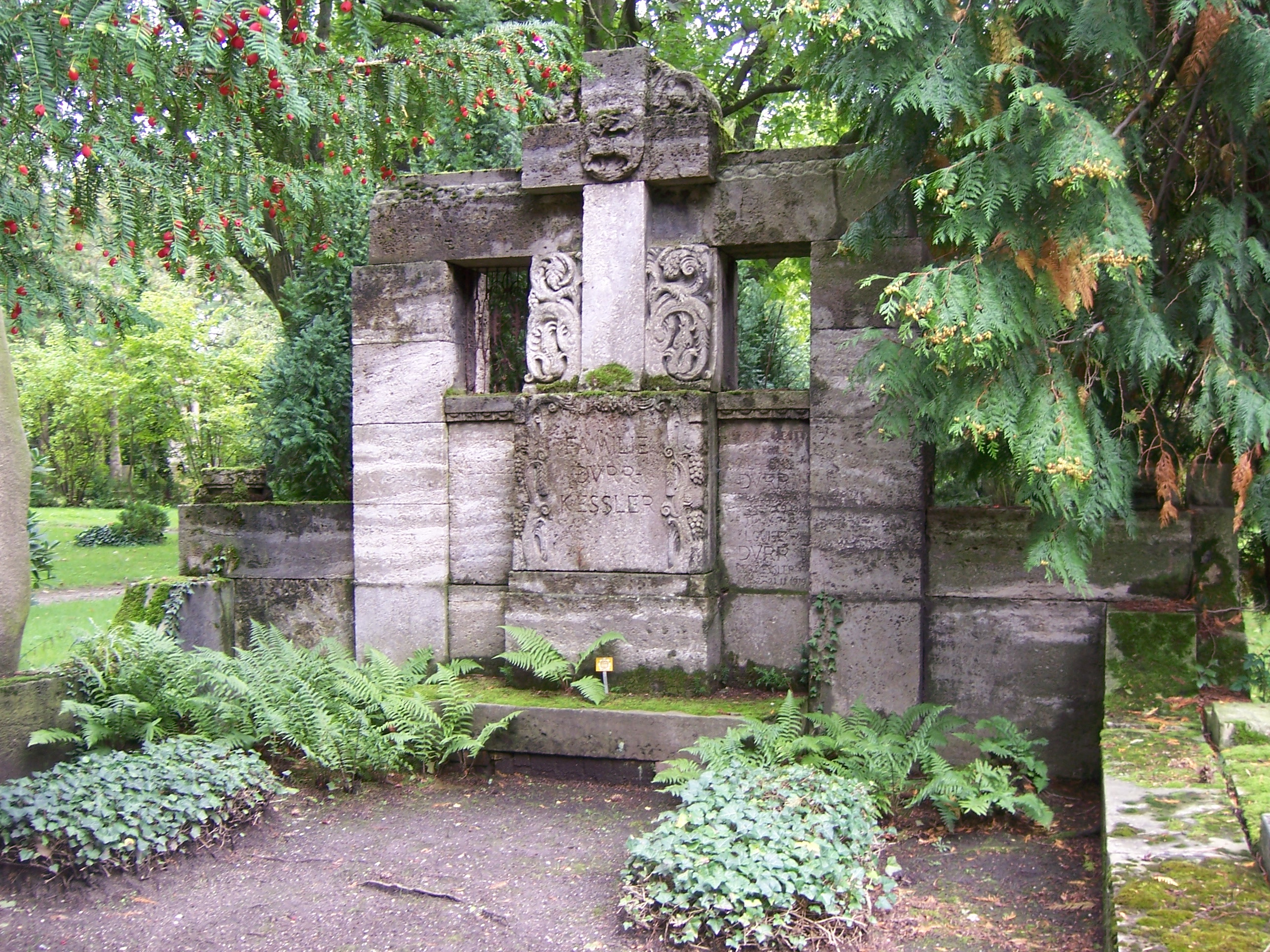
Grabstätte Dürr-Kessler, Südfriedhof Leipzig
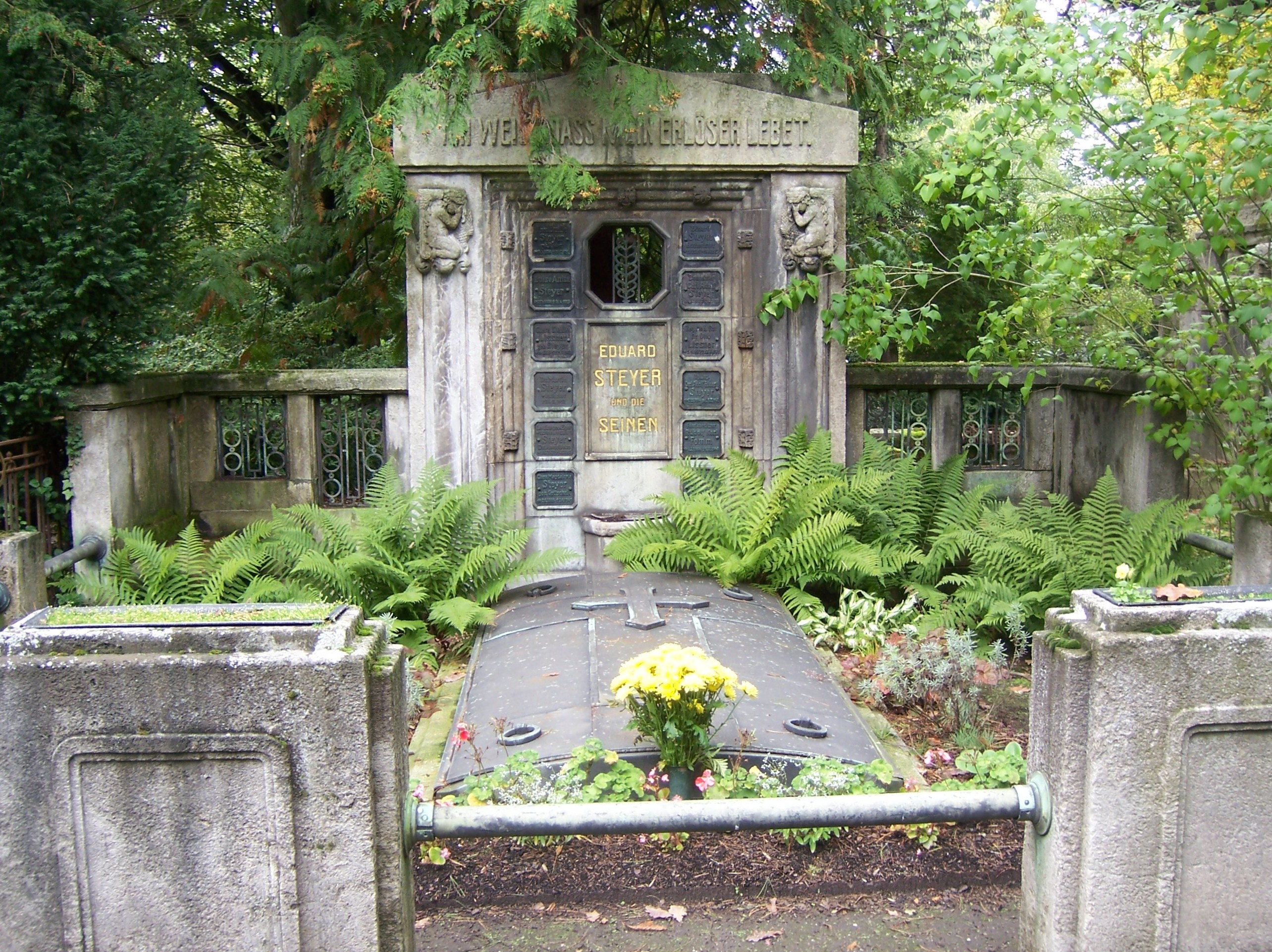
Grabstätte Eduard Steyer, Südfriedhof Leipzig
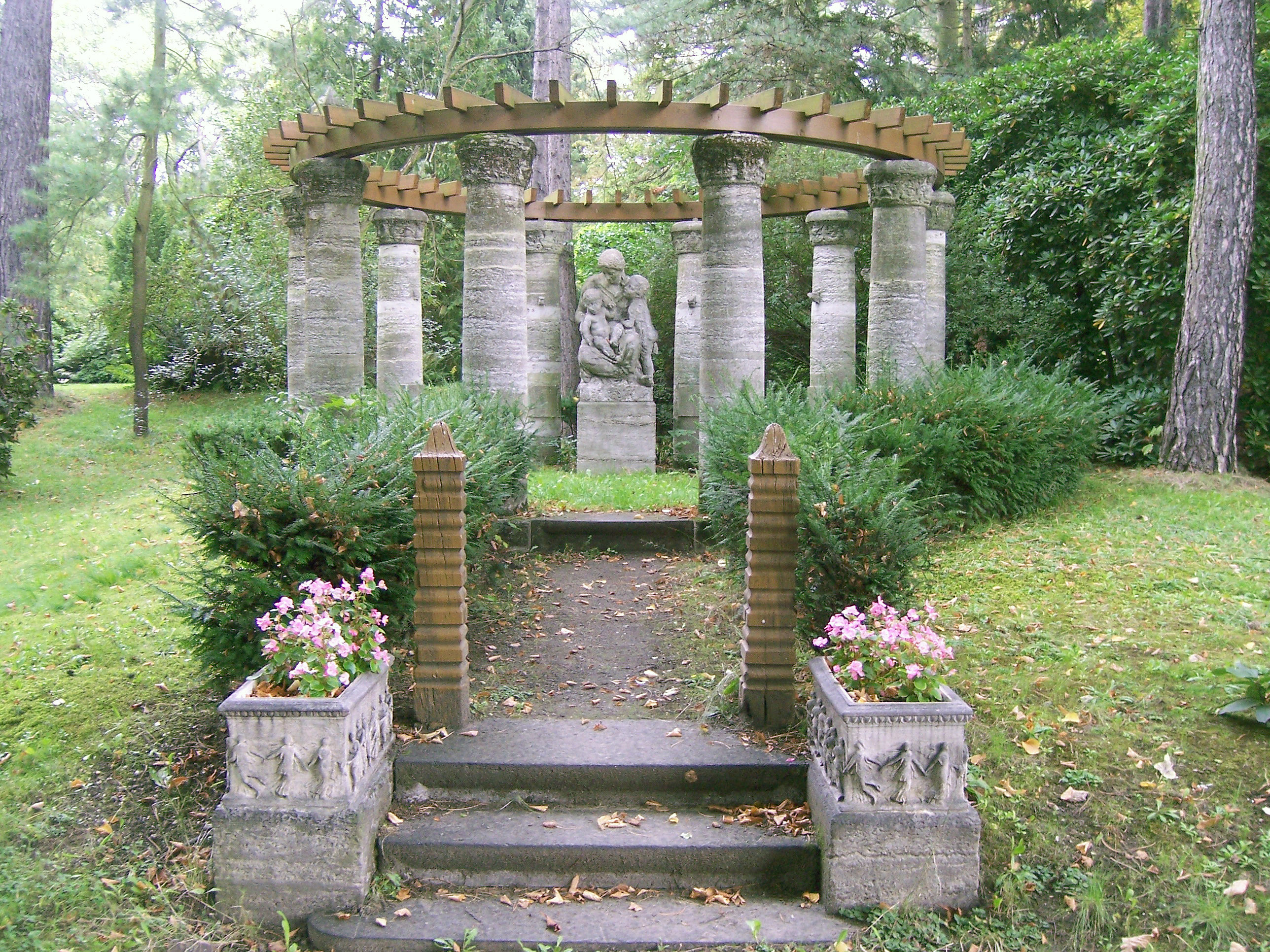
Grabstätte Emil Franz Hänsel, Südfriedhof Leipzig
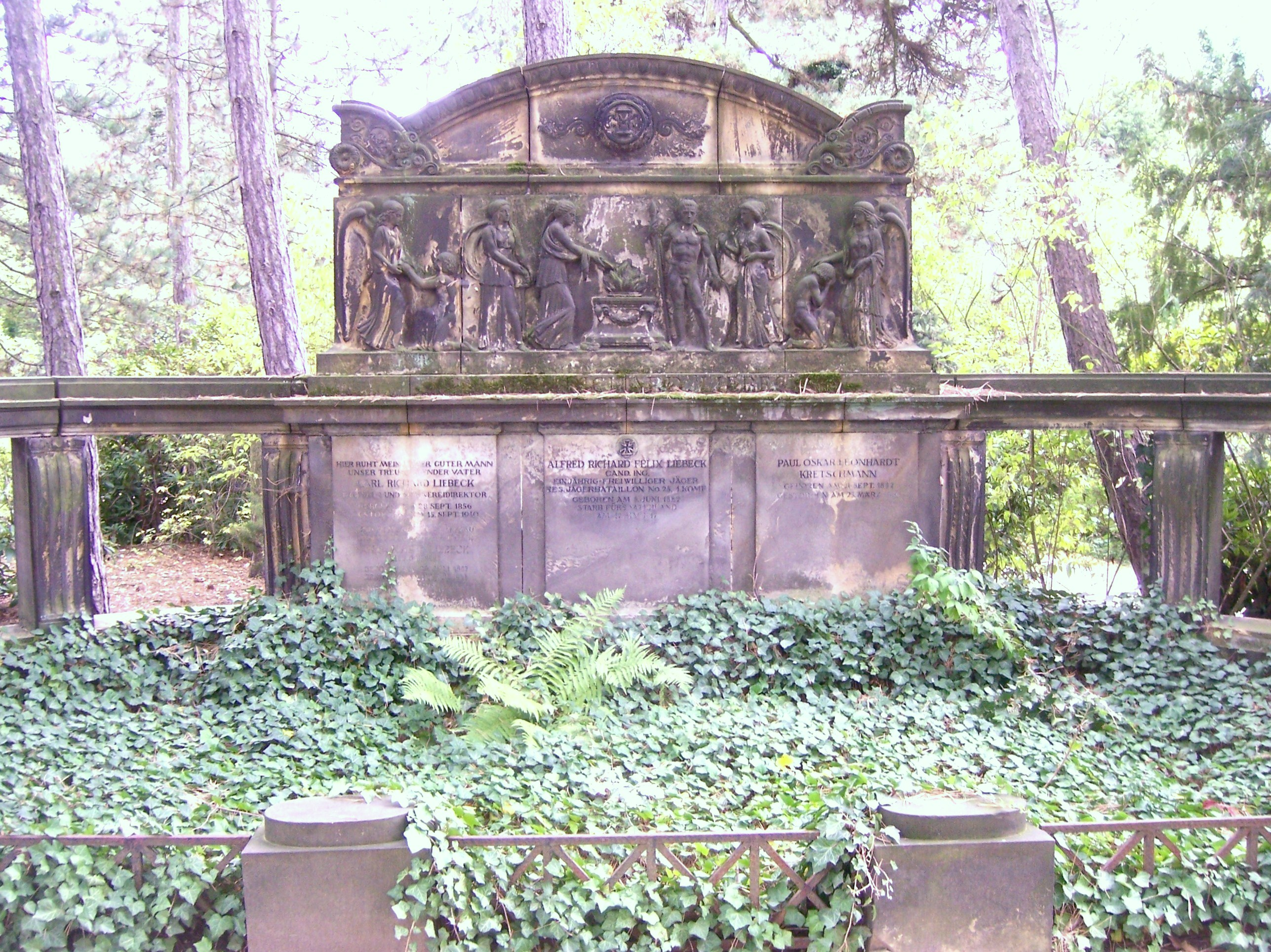
Grabstätte Richard Liebeck, Südfriedhof Leipzig

- 1908: Grabmal Dürr-Kessler, Südfriedhof Leipzig, V. Abt., Erbbegr. 5
- 1910: Grabmal Schulze-Wiessner, Südfriedhof Leipzig, V.Abt., Erbbegr. 23
- 1911: Grabmal Eduard Steyer, Südfriedhof Leipzig, V. Abt., Erbbegr. 26
- 1912: Grabmal Emil Franz Hänsel, Südfriedhof Leipzig, VI. Abt., Erbbegr. 1
- 1926: Grabmal Gustav Lehmann, Südfriedhof Leipzig, V. Abt. Erbbegr. 1
- Grabmal Girbardt, Südfriedhof Leipzig
- Grabmal Liebeck, Südfriedhof Leipzig, Urnenhain

Brunnen
- 1910: Handschwengelpumpe (Typ „Vogelkäfig“) in Leipzig